# Хаапакоски, Паула
Паула Хаапакоски (фин. Paula Haapakoski, род. 3 февраля 1977) — финская ориентировщица, победитель чемпионатов мира и Европы по спортивному ориентированию в эстафете.
В составе женской эстафетной команды (Паула Хаапакоски, Хели Юккола и Минна Кауппи) дважды в 2006 и 2007 годах становилась обладательницей золотых медалей чемпионатов мира. В 2006 году в этом же составе стала чемпионкой Европы в эстафете.